# Plantago limensis
Plantago limensis là một loài thực vật có hoa trong họ Mã đề. Loài này được Pers. miêu tả khoa học đầu tiên năm 1805.